# Ordine al Merito della Pubblica Istruzione (Costa d'Avorio)
L'Ordine al Merito della Pubblica Istruzione è un Ordine cavalleresco della Costa d'Avorio.

## Storia
L'Ordine è stato fondato il 16 gennaio 1962 per premiare servizi distinti al Ministero della Pubblica Istruzione o servizi significativi nel campo dell'istruzione.

## Classi
L'Ordine dispone delle seguenti classi di benemerenza:
- Commendatore
- Ufficiale
- Cavaliere

| Nastri    |           |              |
| Cavaliere | Ufficiale | Commendatore |

## Insegne
- Il nastro è completamente verde.